# Willdenowia arescens
Willdenowia arescens är en gräsväxtart som beskrevs av Carl Sigismund Kunth. Willdenowia arescens ingår i släktet Willdenowia och familjen Restionaceae. Inga underarter finns listade i Catalogue of Life.